# Leichtathletik-Weltmeisterschaften 2017/Teilnehmer (Nordkorea)
| Gelbes Symbol für Goldmedaillen mit stilisierten Olympischen Ringen | Graues Symbol für Silbermedaillen mit stilisierten Olympischen Ringen | Braundes Symbol für Bronzemedaillen mit stilisierten Olympischen Ringen |
| ------------------------------------------------------------------- | --------------------------------------------------------------------- | ----------------------------------------------------------------------- |
| —                                                                   | —                                                                     | —                                                                       |

Von Nordkorea wurden drei Athleten für die Weltmeisterschaften in London nominiert.

## Ergebnisse

### Männer

#### Laufdisziplinen
| Athlet        | Disziplin | Vorlauf | Vorlauf | Halbfinale | Halbfinale | Finale       | Finale |
| Athlet        | Disziplin | Zeit    | Platz   | Zeit       | Platz      | Zeit         | Platz  |
| ------------- | --------- | ------- | ------- | ---------- | ---------- | ------------ | ------ |
| Jo Un-ok      | Marathon  |         |         |            |            | 2:36:46 h    | 29     |
| Kim Hye-gyong | Marathon  |         |         |            |            | 2:30:29 h SB | 15     |
| Kim Hye-song  | Marathon  |         |         |            |            | DNF          | DNF    |